# 亚克库毛
亚克库毛（基尼奇·亚什·库克·莫，K'inich Yax K'uk' Mo' [jaʃ k’uk’ moʔ]，意为“伟大的太阳”，426–437年执政）在瑪雅文字中被称为第一位统治者（k'ul ajaw），他是前哥伦布时期玛雅南部城邦科潘的一位统治者。

## 执政
科潘被亚克库毛重新修建，被其看作为新玛雅王国的首都。这场发动自蒂卡尔的政变明显是精心计划的。据石碑记载，一位名叫K'uk' Mo' Ajaw的战士于公元426年登上王位，并授予自己新的王名K'inich Yax K'uk' Mo'和称号ochk'in kaloomte（“西部之王”）。此称号曾被一位来自特奧蒂瓦坎的大将军西亚赫·克阿克（Siyaj K'ak'）所用，他曾果断介入佩滕中心区域的政治。亚克库毛可能来自蒂卡尔并受到蒂卡尔第16位统治者Siyaj Chan K'awill二世的支持。根据亚克库毛的假定遗孀的残骸发现，亚克库毛也许通过与前代科潘王朝联姻的方法来使他的政变合理化。该遗孀的遗骸表明她是土生土长的科潘人。在新王国建立之后，科潘仍与蒂卡尔保持了紧密的同盟关系。圣坛Q石碑上的象形文字显示了亚克库毛被授予王位的仪式过程，也包括了科潘王朝的建立仪式和在基里瓜的部署。
蒂卡尔的一块于公元406年创建的石碑中提到了库毛（K'uk' Mo'），此时离他建立科潘新王朝还有20年之久。或许两个名字指代的都是来自蒂卡尔的同一人。尽管没有在描述科潘新王朝建立的石碑上发现关于亚克库毛到达科潘的记载，但有间接证据表明他动用军队占领了科潘。据圣坛Q石碑，他被描述为一位来自特奧蒂瓦坎的戴着护目镜的战士，同时也被描述为战争蛇盾（war serpent shield）。在他到达科潘之后，他立刻发起了多种建筑物的建造，并有采用特奧蒂瓦坎和蒂卡尔的建筑风格。这表示他至少是一名墨西哥化玛雅人，甚至是来自特奧蒂瓦坎的人。新王朝统治科潘长达4个世纪之久，经历了16位国王和一位疑为国王的人的统治。一些为亚克库毛和他的继承人所作的纪念碑被保留了下来。
亚克库毛死于公元435-437年之间。1995年一群考古学家发现了一座talud-tablero风格下掩埋的坟墓。墓中有年长男性的遗骸，遗骸上有贵重的附葬品和伤迹。最终该遗骸被确认为是亚克库毛之遗骸，此遗骸也显示该人并非科潘本地人。

## 墓地
人们在科潘16号神庙的墓地中找到了他的遗骸， 他的陪葬品有翡翠和珠宝等，另外还有他的“护目镜”状的装饰。

## 圣坛Q
圣坛Q上有描述他，他的形象也有在后代统治者纪念碑的显眼位置出现。

## 对其他区域的影响
亚克库毛安插Tok Casper（拓·卡斯拨？）做基里瓜的国王。

### 书目
- Stuart, David. . PARI Online Publications: Newsletter # 25. Precolumbian Art Research Institute. 1998  [2007-01-18]. （原始内容 (Extract of October 1996 paper)存档于2014-04-23）.
- Skidmore, Joel. . Recent Findings in Maya History. Mesoweb. n.d.  [2006-12-18]. （原始内容存档于2020-06-05）.
- "Lost King of the Maya"（页面存档备份，存于）, Nova, PBS series, accessed April 8, 2006